# Новоукраинка (Волновахский район)
Новоукраи́нка (укр. Новоукраїнка) — село в Волновахском районе Донецкой области Украины.
Население по переписи 2001 года составляло 1523 человека.
В селе родился Герой Советского Союза Василий Харченко.

## История
4 июля 2025 года, в ходе боёв на новопавловском направлении, село было захвачено ВС РФ.